# Pretty Dirty Secrets
Pretty Little Liars
Pretty Dirty Secrets est web-série américaine en 8 épisodes de 1 à 3 minutes, créée par I. Marlene King et diffusée entre le 28 août 2012 et le 16 octobre 2012 sur le site internet d'ABC Family.
Elle est issue de la série télévisée Pretty Little Liars et se déroule entre les épisodes 12 et 13 de la troisième saison et met en scène plusieurs personnages récurrents de la série.
En France, la série a été diffusée entre le 6 avril 2013 et le 13 avril 2013 en version originale sous-titrée sur la page Facebook du bouquet OCS. Elle reste inédite dans tous les autres pays francophones mais est disponible en version originale dans le coffret DVD de la troisième saison.

## Synopsis
Les habitants de Rosewood se préparent pour la fête d'Halloween qui, cette année, se déroule dans un train. Pour cela, ils se rendent à la boutique de costumes de la ville mais pour certains, il semble que la fête ne soit pas la seule chose qu'ils préparent.

## Distribution
- Aeriél Miranda : Shana Fring
- Vanessa Ray : CeCe Drake
- Drew Van Acker Jason DiLaurentis
- Yani Gellman : Garrett Reynolds
- Brant Daugherty : Noel Kahn
- Brendan Robinson : Lucas Gottesman

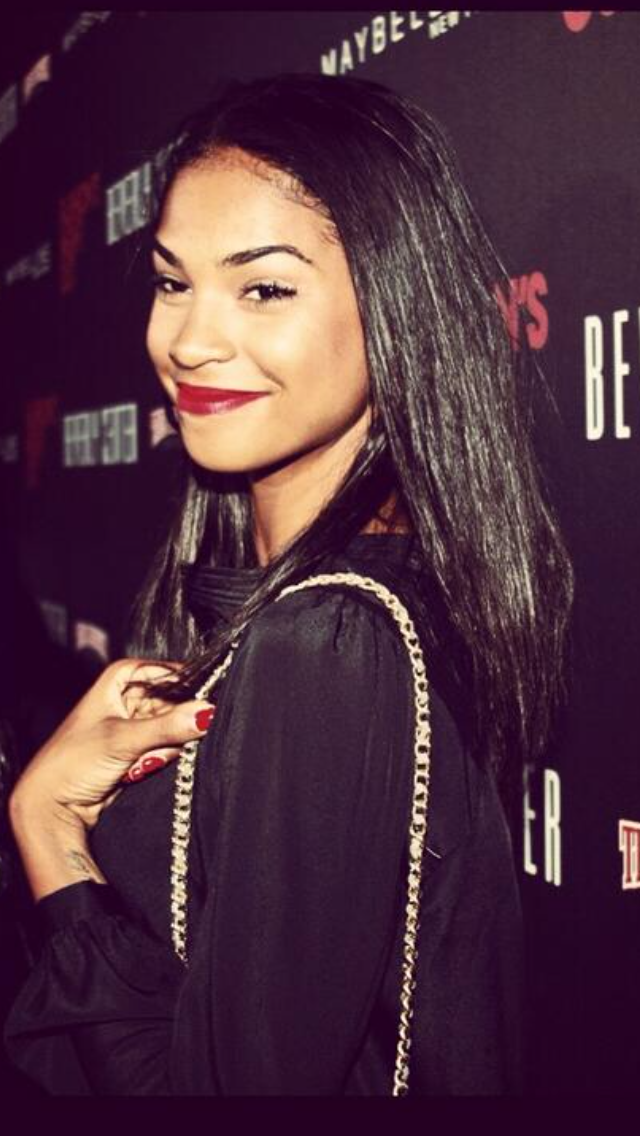
Aeriél Miranda interprète Shana.
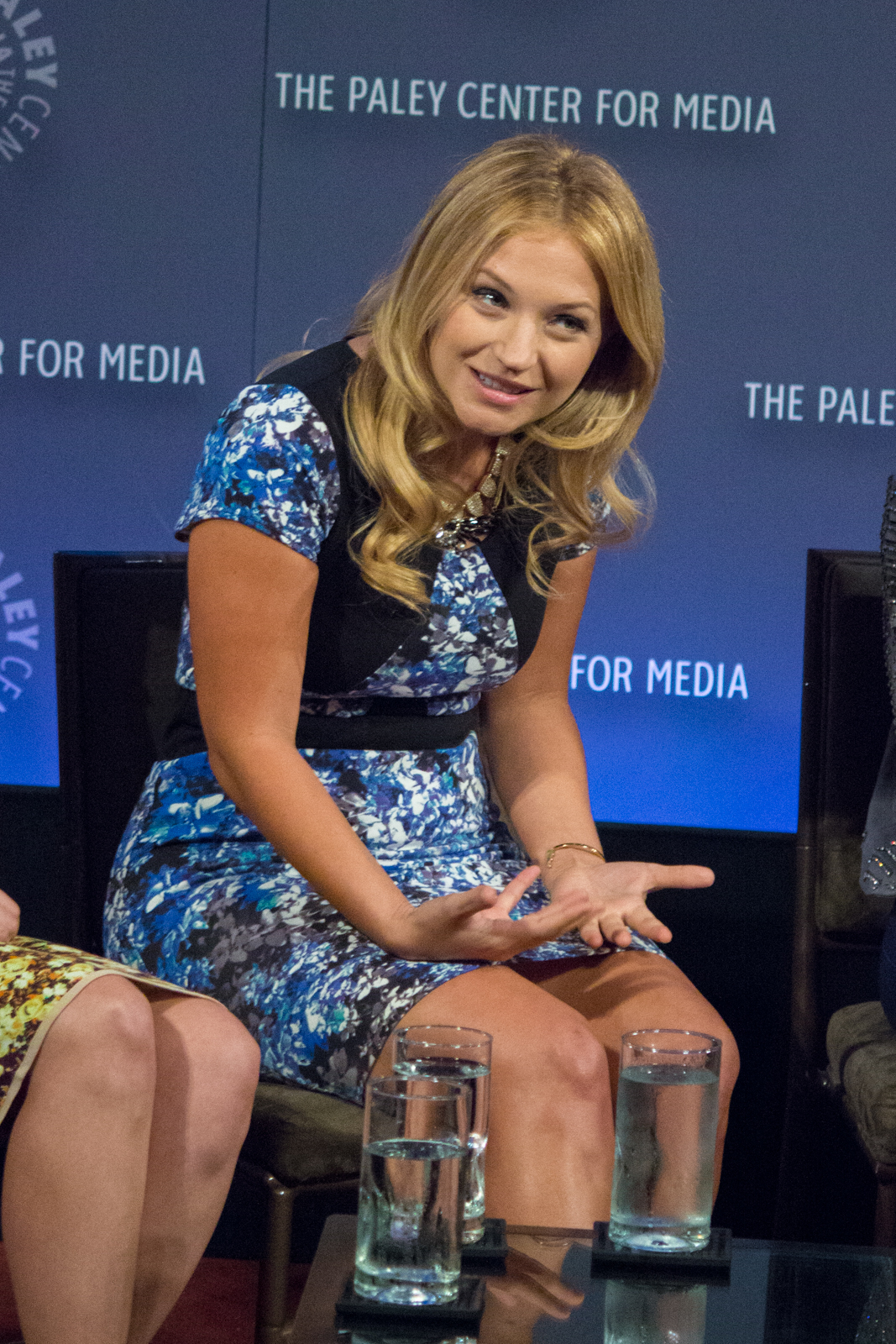
Vanessa Ray interprète CeCe.
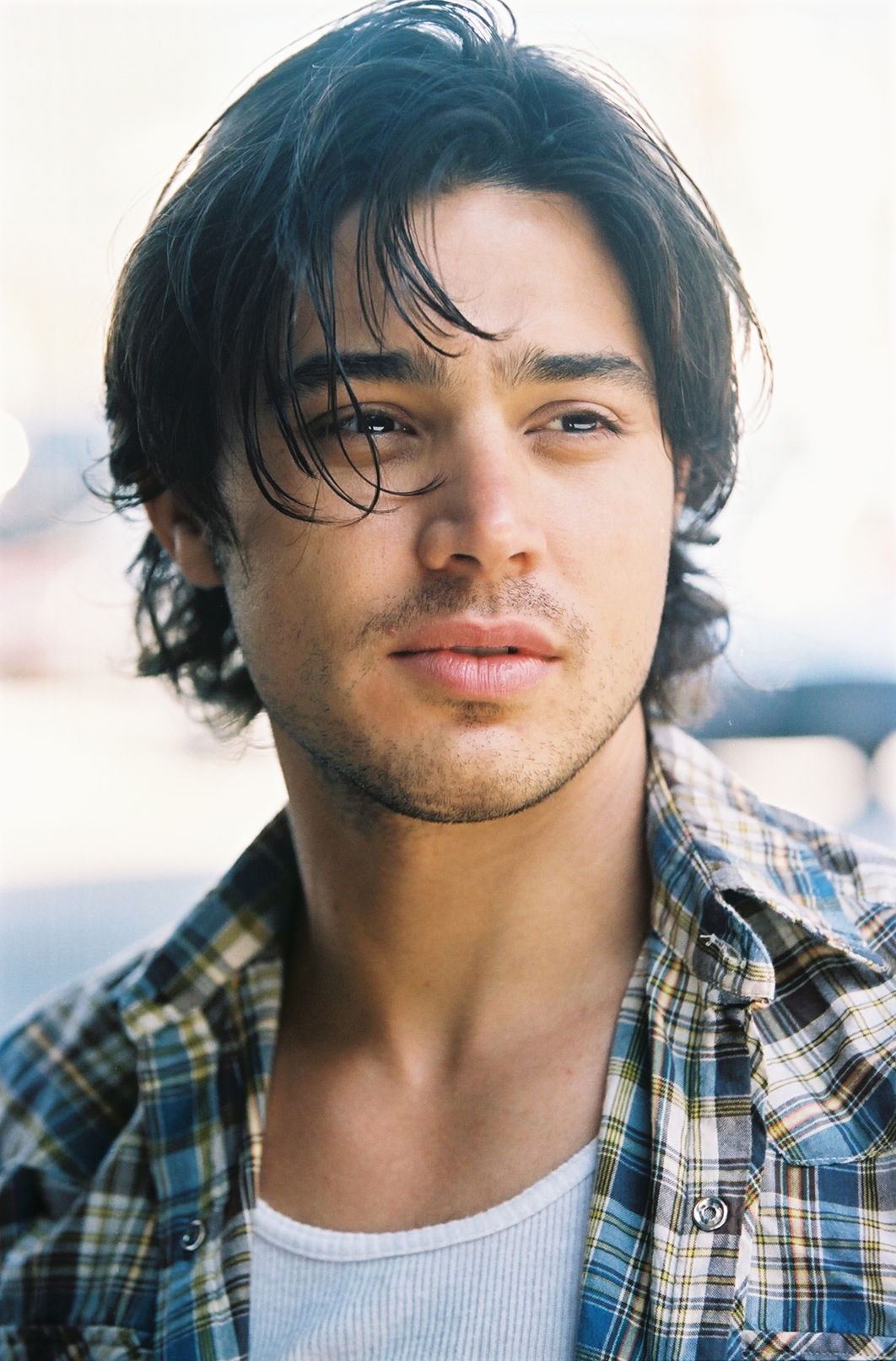
Yani Gellman interprète Garrett.

## Production
Les épisodes de la série ont été écrits par Kyle Bown et Kim Turrisi et réalisés par Arthur Anderson sous la direction de I. Marlene King.
La série introduit le personnage de Shana Fring, interprété par Aeriél Miranda, qui rejoindra par la suite la distribution récurrente de la série.

## Épisodes
1. La réservAtion (A Reservation)
2. La réunion (A Reunion)
3. Le message (A Voicemail)
4. Un homme libre (I'm a Free Man)
5. Le troc (Trade Off)
6. Association (Association)
7. Appeler la sécurité (Call Security)
8. Le train d'Halloween (The "A" Train)